# موقع اتصال غشائي

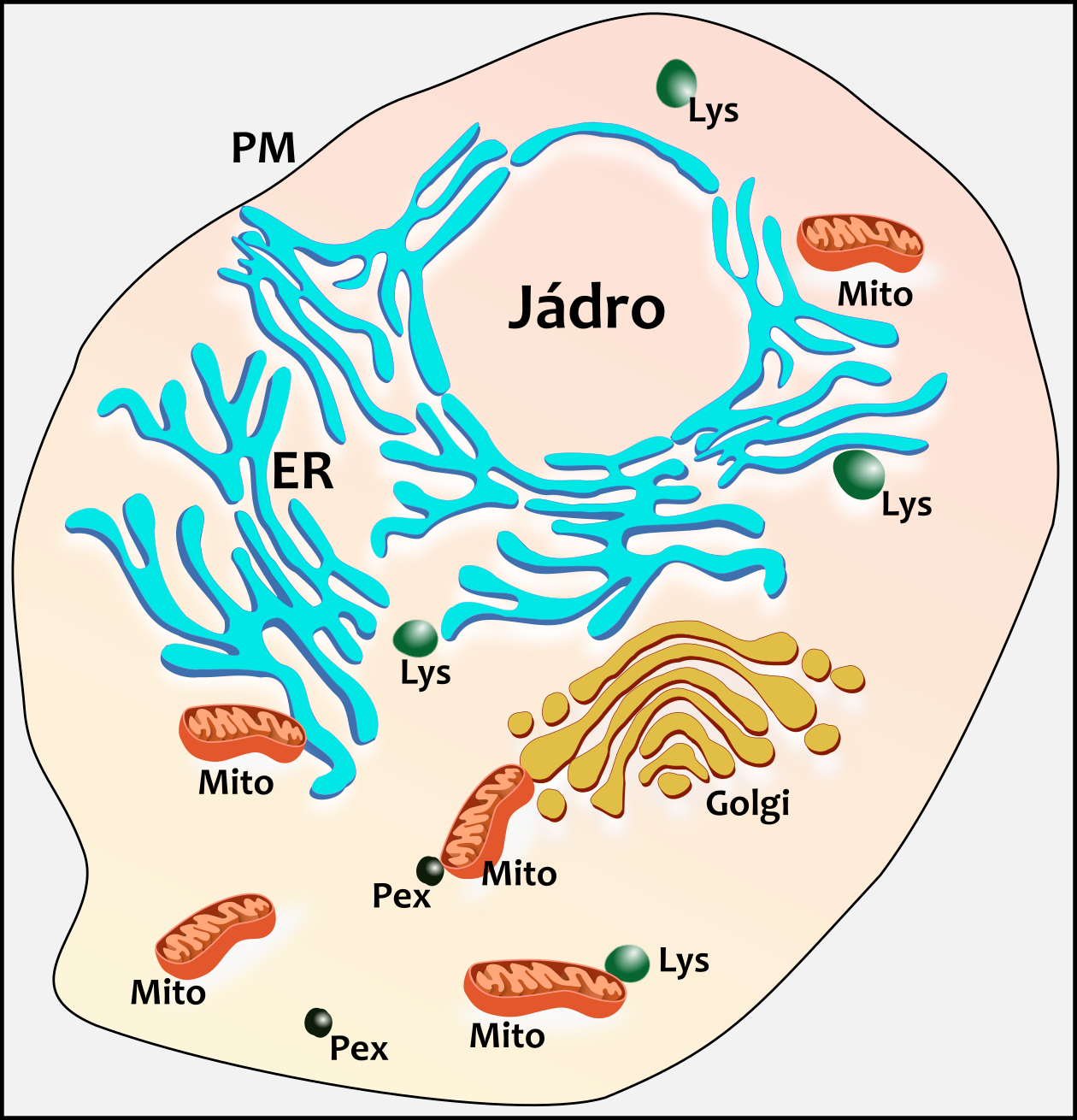
خليّة

مواقع الاتصال الغشائية (بالإنجليزية: Membrane contact sites)‏ (MCS) هي مناطق في الخلية يكون فيها غشاءَا عضيتين خلويتين على مقربة كبيرة من بعضهما، تُظهِر دراسات البنية المستدقة مسافة بينية تقدر بطول بروتين واحد، وتتراوح بين طول لا يقل عن 10 نانومتر وحدٍ أعلى غير محدد. هذه المناطق المتصاقبة محفوظة جدا في التطور، ويُعتقد أن لها دورا مهما في تسهيل التأشير الخلوي وتعزيز انتقال الجزيئات الصغيرة بما فيها: الأيونات، اللبيدات وأنواع الأكسجين التفاعلي (المكتشفة لاحقا). مواقع الاتصال الغشائي مهمة لوظيفة الشبكة الإندوبلازمية  لكونها الموقع الأساسي لتخليق الليبيدات داخل الخلية. للشبكة الإندوبلازمية اتصال قريب مع عضيات عديدة منها: المتقدرة، جهاز غولجي، الدخلولات، اليحلولات، البيروكسيسومات، الصانعات اليخضورية والغشاء البلازمي. تخضع كل من المتقدرة والدخلولات إلى إعادات هيكلة كبيرة تؤدي إلى الانشطار حين تتصل بالشبكة الإندوبلازمية. يمكن أن تنشأ مواقع مصاقبة قريبة كذلك بين معظم هذه العضيات، بين كل زوج منها تقريبا. أول ذِكر لمواقع الاتصال هذه كان في الأوراق البحثية المنشورة في نهاية العقد 1950 والتي أظهرت صورا باستخدام تقنيات التصوير الإلكتروني. وصف كوبلاند ودالتون هذه المواقع بأنها: «أنواع شبكة إندوبلازمية أنبوبية عالية التخصص في ارتباط مع المتقدرة وعلى ما يبدو مع الحد الوعائي للخلية أيضا».